# Union Automobile Manufacturing Company
Union Automobile Manufacturing Company war ein US-amerikanischer Hersteller von Automobilen.

## Unternehmensgeschichte
Das Unternehmen wurde im November 1904 in St. Louis in Missouri gegründet. Es gehörte zur Union Automobile Company aus Indiana. Benjamin Hulbert, George B. Louderback und George H. Martin leiteten es. 1905 begann die Produktion von Automobilen. Der Markenname lautete Union. Noch 1905 endete die Produktion. Es ist unklar, ob das Unternehmen noch nach 1905 existierte.
Weitere US-amerikanische Hersteller von Personenkraftwagen der Marke Union waren Union Electric Company, die bereits oben genannte Union Automobile Company, Union Carriage Company, Union Sales Company und Union Automobile Company.

## Fahrzeuge
Zur Wahl standen zwei Modelle. Das Model 2 D hatte einen Zweizylindermotor mit 12 PS Leistung und ein Fahrgestell mit 206 cm Radstand. Der offene Tourenwagen bot Platz für vier Personen. Der Neupreis betrug 1000 US-Dollar.
Das Model E hatte ebenfalls einen Zweizylindermotor. Er leistete 16 PS. Der Radstand betrug 239 cm. Der Tourenwagen hatte fünf Sitze und kostete 1125 Dollar.